# Lijst van afleveringen van Brothers & Sisters
Dit is een lijst met afleveringen van de Amerikaanse televisieserie Brothers & Sisters, geproduceerd door ABC. De serie bestaat in totaal uit 5 seizoenen. Een overzicht van alle afleveringen is hieronder te vinden.

## Seizoen 1
| Aflevering | Titel                        | Uitzenddata VS    | Schrijver                                        | Productiecode |
| ---------- | ---------------------------- | ----------------- | ------------------------------------------------ | ------------- |
| 1          | Patriarchy                   | 24 september 2006 | Jon Robin Baitz                                  | 101           |
| 2          | An Act Of Will               | 1 oktober 2006    | Jon Robin Baitz & Marti Noxon                    | 102           |
| 3          | Affairs of State             | 8 oktober 2006    | Jon Robin Baitz & Emily Whitesell & Craig Wright | 103           |
| 4          | Family Portrait              | 15 oktober 2006   | Jon Robin Baitz & Craig Wright                   | 104           |
| 5          | Date Night                   | 22 oktober 2006   | David Marshall Grant & Molly Newman              | 105           |
| 6          | For the Children             | 29 oktober 2006   | Jon Robin Baitz & Jessica Mecklenburg            | 106           |
| 7          | Northern Exposure            | 5 november 2006   | David Marshall Grant & Molly Newman              | 107           |
| 8          | Mistakes Were Made, Part 1   | 12 november 2006  | Jon Robin Baitz & Craig Wright                   | 108           |
| 9          | Mistakes Were Made, Part 2   | 19 november 2006  | Marc Guggenheim & Greg Berlanti                  | 109           |
| 10         | Light the Lights             | 10 december 2006  | Peter Calloway & Cliff Olin                      | 110           |
| 11         | Family Day                   | 7 januari 2007    | David Marshall Grant & Molly Newman              | 111           |
| 12         | Sexual Politics              | 14 januari 2007   | Monica Breen & Alison Schapker                   | 112           |
| 13         | Something Ida This Way Comes | 21 januari 2007   | David Marshall Grant & Sherri Cooper-Landsman    | 113           |
| 14         | Valentine’s Day Massacre     | 11 februari 2007  | Peter Calloway & Cliff Olin                      | 114           |
| 15         | Love is Difficult            | 18 februari 2007  | Jon Robin Baitz & Molly Newman                   | 115           |
| 16         | The Other Walker             | 4 maart 2007      | Monica Breen & Alison Schapker                   | 116           |
| 17         | All in the Family            | 1 april 2007      | Sherri Cooper-Landsman & David Marshall Grant    | 117           |
| 18         | Three Parties                | 8 april 2007      | Jon Robin Baitz & Marc Guggenheim                | 118           |
| 19         | Game Night                   | 15 april 2007     | Molly Newman, Peter Calloway & Cliff Olin        | 119           |
| 20         | Bad News                     | 29 april 2007     | Monica Breen & Alison Schapker                   | 120           |
| 21         | Grapes of Wrath              | 7 mei 2007        | Sherri Cooper-Landsman & David Marshall Grant    | 121           |
| 22         | Favorite Son                 | 13 mei 2007       | Benjamin Kruger & Daniel Silk                    | 122           |
| 23         | Matriarchy                   | 20 mei 2007       | Greg Berlanti & Jon Robin Baitz                  | 123           |

## Seizoen 2
| Aflevering | Titel                     | Uitzenddata VS    | Schrijver                                                   | Productiecode |
| ---------- | ------------------------- | ----------------- | ----------------------------------------------------------- | ------------- |
| 24         | Home Front                | 30 september 2007 | Monica Owusu-Breen & Alison Schapker                        | 201           |
| 25         | An American Family        | 7 oktober 2007    | David Marshall Grant & Molly Newman                         | 202           |
| 26         | History Repeating         | 14 oktober 2007   | Jon Robin Baitz & Jennifer Cecil                            | 203           |
| 27         | States of the Union       | 21 oktober 2007   | Sherri Cooper-Landsman & Liz Tigelaar                       | 204           |
| 28         | Domestic Issues           | 28 oktober 2007   | Peter Calloway & Cliff Olin                                 | 205           |
| 29         | Two Places                | 4 november 2007   | Monica Owusu-Breen & Alison Schapker                        | 206           |
| 30         | 36 Hours                  | 11 november 2007  | Molly Newman & David Marshall Grant                         | 207           |
| 31         | Something New             | 25 november 2007  | Jennifer Cecil & Sherri Cooper-Landsman                     | 208           |
| 32         | Holy Matrimony!           | 2 december 2007   | Alison Schapker, Monica Owusu-Breen & Mark B. Perry         | 209           |
| 33         | The Feast of the Epiphany | 13 januari 2008   | David Marshall Grant & Jason Wilborn                        | 210           |
| 34         | The Missionary Imposition | 10 februari 2008  | Daniel Silk & Brian Studler                                 | 211           |
| 35         | Compromises               | 17 februari 2008  | Cliff Olin & Peter Calloway                                 | 212           |
| 36         | Separation Anxiety        | 20 april 2008     | David Marshall Grant & Molly Newman                         | 213           |
| 37         | Double Negative           | 27 april 2008     | Josh Reims & Liz Tigelaar                                   | 214           |
| 38         | Moral Hazard              | 4 mei 2008        | Sherri Cooper-Landsman & Jason Wilborn                      | 215           |
| 39         | Prior Commitments         | 11 mei 2008       | Monica Owusu-Breen, Alison Schapker & Greg Berlanti (Story) | 216           |

## Seizoen 3
| Aflevering | Titel                          | Uitzenddata VS    | Schrijver                                                     | Productiecode |
| ---------- | ------------------------------ | ----------------- | ------------------------------------------------------------- | ------------- |
| 40         | Glass Houses                   | 28 september 2008 | Molly Newman & David Marshall Grant                           | 301           |
| 41         | Book Burning                   | 5 oktober 2008    | Jennifer Levin & Sherri Cooper-Landsman                       | 302           |
| 42         | Tug of War                     | 12 oktober 2008   | Liz Tigelaar & Josh Reims                                     | 303           |
| 43         | Everything Must Go             | 19 oktober 2008   | Nancy Won & Michael Foley                                     | 304           |
| 44         | You Get What You Need          | 26 oktober 2008   | David Marshall Grant & Cliff Olin                             | 305           |
| 45         | Bakersfield                    | 2 november 2008   | Molly Newman & Peter Calloway                                 | 306           |
| 46         | Do You Believe in Magic?       | 9 november 2008   | Sherri Cooper-Landsman & Jennifer Levin                       | 307           |
| 47         | Going Once... Going Twice      | 16 november 2008  | Beth Schwartz & Brian Studler                                 | 308           |
| 48         | Unfinished Business            | 30 november 2008  | Nancy Won & Jason Wilborn                                     | 309           |
| 49         | Just a Sliver                  | 7 december 2008   | David Marshall Grant & Molly Newman                           | 310           |
| 50         | A Father Dreams                | 4 januari 2009    | Jennifer Levin & Michael Foley                                | 311           |
| 51         | Sibling Rivalry                | 11 januari 2009   | Josh Reims & Liz Tigelaar                                     | 312           |
| 52         | It's Not Easy Being Green      | 18 januari 2009   | Sherri Cooper-Landsman & Peter Calloway                       | 313           |
| 53         | Owning It                      | 8 februari 2009   | David Marshall Grant & Cliff Olin (Credited as Clifford Olin) | 314           |
| 54         | Lost & Found                   | 15 februari 2009  | Michael Foley & Jennifer Levin                                | 315           |
| 55         | Troubled Waters, Part 1        | 1 maart 2009      | Monica Owusu-Breen & Sherri Cooper-Landsman                   | 316           |
| 56         | Troubled Waters, Part 2        | 1 maart 2009      | Molly Newman & David Marshall Grant                           | 317           |
| 57         | Taking Sides                   | 8 maart 2009      | Michael Foley & Beth Schwartz                                 | 318           |
| 58         | Spring Broken                  | 15 maart 2009     | Sherri Cooper-Landsman & Brian Studler                        | 319           |
| 59         | Missing                        | 22 maart 2009     | Jason Wilborn & Nancy Won                                     | 320           |
| 60         | S3X                            | 19 april 2009     | Cliff Olin & David Marshall Grant                             | 321           |
| 61         | Julia                          | 26 april 2009     | Molly Newman & Michael Foley                                  | 322           |
| 62         | Let's Call the Whole Thing Off | 3 mei 2009        | Peter Calloway & Daniel Silk                                  | 323           |
| 63         | Mexico                         | 10 mei 2009       | Alison Schapker & Monica Owusu-Breen                          | 324           |

## Seizoen 4
| Aflevering | Titel                        | Uitzenddata VS    | Schrijver                                       | Productiecode |
| ---------- | ---------------------------- | ----------------- | ----------------------------------------------- | ------------- |
| 64         | The Road Ahead               | 27 september 2009 | Molly Newman & Marjorie David                   | 401           |
| 65         | Breaking the News            | 4 oktober 2009    | David Marshall Grant & Cliff Olin               | 402           |
| 66         | Almost Normal                | 11 oktober 2009   | Jennifer Levin: Writer & Sherri Cooper-Landsman | 403           |
| 67         | From France with Love        | 18 oktober 2009   | Sarah Goldfinger & Michael Foley                | 404           |
| 68         | Last Tango in Pasadena       | 25 oktober 2009   |                                                 | 405           |
| 69         | Zen & the Art of Mole Making | 1 november 2009   |                                                 | 406           |
| 70         | The Wig Party                | 8 november 2009   |                                                 | 407           |
| 71         | The Wine Festival            | 15 november 2009  |                                                 | 408           |
| 72         | Pregnant Pause               | 29 november 2009  |                                                 | 409           |
| 73         | Nearlyweds                   | 6 december 2009   |                                                 | 410           |
| 74         | A Bone to Pick               | 3 januari 2010    |                                                 | 411           |
| 75         | The Science Fair             | 10 januari 2010   |                                                 | 412           |
| 76         | Run Baby Run                 | 17 januari 2010   |                                                 | 413           |
| 77         | The Pasadena Primary         | 31 januari 2010   |                                                 | 414           |
| 78         | A Valued Family              | 21 februari 2010  |                                                 | 415           |
| 79         | Leap of Faith                | 28 februari 2010  |                                                 | 416           |
| 80         | FreeLuc.com                  | 14 maart 2010     |                                                 | 417           |
| 81         | Time After Time, Part 1      | 11 april 2010     |                                                 | 418           |
| 82         | Time After Time, Part 2      | 11 april 2010     |                                                 | 419           |
| 83         | If You Bake It He Will Come  | 18 april 2010     |                                                 | 420           |
| 84         | Where There's Smoke...       | 25 april 2010     |                                                 | 421           |
| 85         | Love All                     | 2 mei 2010        |                                                 | 422           |
| 86         | Lights Out                   | 9 mei 2010        |                                                 | 423           |
| 87         | On the Road Again            | 16 mei 2010       |                                                 | 424           |

## Seizoen 5
| Aflevering | Titel                     | Uitzenddata VS    | Schrijver                            | Productiecode |
| ---------- | ------------------------- | ----------------- | ------------------------------------ | ------------- |
| 88         | Homecoming                | 26 september 2010 | David Marshall Grant & David Babcock | 501           |
| 89         | Brief Encounter           | 3 oktober 2010    |                                      | 502           |
| 90         | Faking It                 | 10 oktober 2010   |                                      | 503           |
| 91         | Righteous Kiss            | 17 oktober 2010   |                                      | 504           |
| 92         | Call Mom                  | 24 oktober 2010   |                                      | 505           |
| 93         | An Ideal Husband          | 31 oktober 2010   |                                      | 506           |
| 94         | Resolved                  | 7 november 2010   |                                      | 507           |
| 95         | The Rhapsody of Flesh     | 14 november 2010  |                                      | 508           |
| 96         | Get a Room                | 5 december 2010   |                                      | 509           |
| 97         | Cold Turkey               | 12 december 2010  |                                      | 510           |
| 98         | Scandalized               | 2 januari 2011    |                                      | 511           |
| 99         | Thanks for the Memories   | 9 januari 2011    |                                      | 512           |
| 100        | Safe at Home              | 16 januari 2011   |                                      | 513           |
| 101        | The One That Got Away     | 13 februari 2011  |                                      | 514           |
| 102        | Brody                     | 20 februari 2011  |                                      | 515           |
| 103        | Home Is Where the Fort Is | 6 maart 2011      |                                      | 516           |
| 104        | Olivia's Choice           | 10 april 2011     |                                      | 517           |
| 105        | Never Say Never           | 10 april 2011     |                                      | 518           |
| 106        | Wouldn't It Be Nice       | 17 april 2011     |                                      | 519           |
| 107        | Father Unknown            | 24 april 2011     |                                      | 520           |
| 108        | For Better or for Worse   | 1 mei 2011        |                                      | 521           |
| 109        | Walker Down the Aisle     | 8 mei 2011        |                                      | 522           |